# 北朝鮮によるミサイル発射実験 (1998年)
1998年の北朝鮮によるミサイル発射実験（1998ねんのきたちょうせんによるミサイルはっしゃじっけん）とは、1998年8月31日に北朝鮮が西側諸国においてテポドン1号と呼ばれる弾道ミサイルを日本海に向けて発射した実験。

## 概要
発射されたテポドン1号は津軽海峡付近から日本列島を越えるコースを飛行し、第一段目は日本海に、第二段目は太平洋に落下した。この発射実験では、大気圏外とはいえ事前通告なしに日本上空を通過したため、小渕内閣やマスコミ・世論は敏感に反応し、北朝鮮が新型の弾道ミサイルの発射実験を行ったとして、以前行った1993年5月のノドン発射の際には表に現れなかった北朝鮮に対する反発がまき起こった。また、アメリカ本土にも届く大陸間弾道ミサイルとなるため、北東アジアの平和に深刻な懸念材料になったとされている。以下に平成11年度版防衛白書の記述を記す。

## 北朝鮮の主張
日本側の反発に対し、北朝鮮側は自国の自主権を踏みにじる行為と反論していた。北朝鮮の最高人民会議が開催された9月4日、朝鮮中央放送が発射時の映像とともに、発射は人工衛星「光明星1号」を搭載した「白頭山1号（ペクトゥサン イルホ）」ロケットの打ち上げであり、人工衛星の地球周回軌道への投入に成功したと報道した。
北朝鮮側の主張によれば、現地時間の午後12時7分に発射したあと、4分53秒後に「光明星1号」が地球の周回軌道に乗り、金日成と金正日を賞賛する音楽の旋律をモールス符号で発しているとし、人工衛星の軌道要素も発表した。しかし、地球軌道上の人工物体を監視している、アメリカ合衆国の北アメリカ航空宇宙防衛司令部（NORAD）は、そのような人工衛星は確認できないとした。

## 影響
この発射実験により、国際連合安全保障理事会が招集され「ロケット推進による物体を打ち上げた行為に対し遺憾の意を示す」との報道発表（プレス声明）が行われた。
国際法上、いかなる国家も周辺国に対し飛翔体発射の事前通告義務があるわけではないが、船や航空機の安全のためや不測の事態を回避するための事前通達は行われなかった。くしくも同時期に第三次台湾海峡危機で、中華人民共和国は台湾を牽制するために弾道ミサイル発射実験を行ったが、すべて事前に台湾海峡の目標海域を通告していた。またイスラエルも、周辺のアラブ諸国にロケットの残骸が落下して紛争の火種にならないために、軌道投入に不利になる西向きに衛星ロケットを発射している。
また前述の中国のミサイルは目立つように白色に塗装されていたが、テポドン1号は、核保有国が持つ大陸間弾道ミサイル（ICBM）のようなオリーブドラブで塗装していた。
この打ち上げを契機として日本国政府は、このような事態を早期に把握するためとして、偵察目的の情報収集衛星を導入することを決定した。
衆議院議員の近藤昭一（民主党）は、日本国政府が北朝鮮によるミサイル発射実験に抗議したことを「過敏な反応」とし、北朝鮮に対し「遺憾に思う」と表明した。